# Ходот Андрій Варфоломійович
Ходот Андрій Варфоломійович (20 серпня 1816, Покошичі — 13 жовтня 1869, Чернігів) — відомий медик часів Російської імперії.

## Життєпис
9 червня 1842 року — по закінченню курсу наук в Харківському Імператорському Університеті на казенному утриманні удостоєний звання лікаря 1-го відділення.
З 31 червня 1842 року на службі в Морському відомстві (в 11-му флотському екіпажі).
17 грудня 1842 — ординатор при Кронштадському морському шпиталі;
з 8 травня по 11 жовтня 1844 — лікар на бризі «Казарський»;
з 4 червня по 3 серпня 1845 — лікар гребної флотилії 1 батальйону;
28 лютого 1846 — титулярний радник;
1 вересня 1846 — відряджений в Оранієнбаумський повіт для квартирування з командою 2-го флотського екіпажу;
10 жовтня 1846 — відряджений для виконання посади в Кронштадському морському шпиталі;
30 грудня 1848 — визначений у Чернігів міським лікарем, на цій посаді залишався до смерті.
Похований на кладовищі Єлецького монастиря.
Колезький асесор (1860); колезький радник (1866).